# Provanna buccinoides
Provanna buccinoides is een slakkensoort uit de familie van de Provannidae. De wetenschappelijke naam van de soort is voor het eerst geldig gepubliceerd in 1993 door Warén & Bouchet.